# Windows Image Acquisition
La Windows Image Acquisition (WIA ; de vegades també anomenada Windows Imaging Architecture) és un model de controlador i una interfície de programació d'aplicacions (API) de Microsoft per a Microsoft Windows Me i, posteriorment , els sistemes operatius Windows que permet que el programari de gràfics es comuniqui amb el maquinari d'imatges com ara escàners, càmeres digitals., i equips de vídeo digital. Es va introduir per primera vegada l'any 2000 com a part de Windows Me, i continua sent el dispositiu d'imatge estàndard i el model d'API a través de successives versions de Windows. S'implementa com a servei sota demanda en els sistemes operatius Windows XP i Windows posteriors.

## Visió general
WIA és un superconjunt molt significatiu del suport per als controladors d'imatge fixa digital que va ser proporcionat per l'arquitectura d'imatges fixes (STI) a Windows 98. Mentre que STI només va proporcionar una interfície de baix nivell per fer transferències bàsiques de dades cap a i des del dispositiu (així com la invocació d'un procés d'escaneig d'imatges a la màquina Windows a través del dispositiu extern), WIA proporciona un marc a través del qual un dispositiu pot presentar les seves capacitats úniques al sistema operatiu i les aplicacions poden invocar aquestes funcions. Segons Microsoft, els controladors WIA estan formats per un component d'interfície d'usuari (UI) i un component bàsic del controlador, carregats en dos espais de procés diferents: IU a l'espai d'aplicació i el nucli del controlador a l'espai de servei WIA.
Alguns escàners són compatibles WIA.

## Informació adicional
L'any 2002, Microsoft va llançar l'eina de biblioteca d'automatització d'adquisició d'imatges de Windows, que proporciona accés a la funcionalitat WIA mitjançant llenguatges de programació i entorns de script que admeten l'automatització OLE.
A Windows XP, WIA s'executa en el context LocalSystem . A causa de les ramificacions de seguretat de l'execució d'un servei com a LocalSystem pel qual un controlador amb errors o una persona amb males intencions tindria accés sense restriccions al sistema, el servei WIA a Windows Server 2003 i Windows Vista funciona en el context LocalService . Això pot provocar problemes de compatibilitat quan s'utilitza un controlador dissenyat per a Windows XP.
A Windows XP, es va afegir suport per a escàners d'alimentació automàtica de documents, escàners d'alimentació de desplaçament sense capacitats de vista prèvia i generació de TIFF de diverses pàgines. Per al vídeo WIA, s'introdueix un controlador de filtre d'instantànies que permet capturar fotogrames fixes del flux de vídeo.
Windows Vista va introduir Windows Image Adquisition 2.0. Windows Vista també té la biblioteca d'automatització WIA integrada. WIA2 admet l'escaneig push i l'escaneig de diverses imatges . L'escaneig push permet iniciar exploracions i ajustar els paràmetres d'escaneig directament des del tauler de control de l'escàner. L'escaneig de diverses imatges permet escanejar diverses imatges alhora i desar-les directament com a fitxers separats. Tanmateix, el suport de contingut de vídeo s'elimina de WIA per a Windows Vista.

## Aplicacions que utilitzen WIA
- Photoshop
- Paint.net
- ACDSee
- Chasys Draw IES
- IrfanView
- FastStone Image Viewer[7]
- Naps2
- ORPALIS PaperScan
- ScanSnap Home
- ScanSnap Manager
- Windows Scanner and Camera Wizard
- Serif PhotoPlus
- Microsoft Dynamics GP